# Mapania angustifolia
Mapania angustifolia är en halvgräsart som beskrevs av Hendrik Uittien. Mapania angustifolia ingår i släktet Mapania och familjen halvgräs. Inga underarter finns listade i Catalogue of Life.